# Изпитание
„Изпитание“ е българско-унгарски игрален филм от 1942 година на режисьора Хрисан Цанков, по сценарий на Георги Антонов. Оператор е Барнабас Хеджи. Музиката във филма е композирана от Георги Антонов, Петер Фенеш.

## Актьорски състав
- Надя Ножарова – Мария Каменова - Мия / Люсиен, певицата
- Иван Димов – Инженер Александър Каменов -Сашо, директор на фабриката
- Кръстьо Сарафов – Коста Каменов, вуйчото на Сашо
- Стоян Коларов – Архитект Кършев
- Борис Ганчев – Доктор Милев
- Лили Попиванова – Лили, прислужницата на Каменови
- Екатерина Саблева – Катя, говернантката
- Румен Герчев

## Галерия
- Снимки от снимачния процес на филма „Изпитание“ от 1942 г. Източник: ДА „Архиви“